# Solen (prénom)
Pour les articles homonymes, voir Solen (homonymie).
Solen est un prénom masculin ou féminin. Il se prononce  [sɔ.lɛn]. 

## Saints chrétiens
Solen peut faire référence à trois saints distincts :
- Le Breton saint Solen est l'un des quatre compagnons (Sylvestre, Solen, Augustin et Benoît) de saint Pallade (ou Palladius), premier évangélisateur de l'Irlande[1]. Ils furent envoyés par le pape  Célestin Ier en 430[2] et débarquèrent à Arklow[3]  ; ayant reçu un mauvais accueil, seuls Sylvestre et Solen restèrent en Irlande probablement rejoints par Saint Patrick renvoyé en 432[4] selon les Annales d'Ulster. Son nom en latin et anglais est Solinus (voir Palladius). Il avait donné son nom à une ancienne commune des Côtes du Nord Saint-Solen, aujourd'hui partie de la commune de Lanvallay (Côtes d'Armor). Fêté le 19 août.
- Saint Solen, en latin Sanctus Solennis[5], évêque de Chartres, conseiller du roi des Francs Clovis Ier. Avec saint Remi  et saint Vaast d'Arras, il persuada le roi de se convertir et ils l'instruisirent dans la religion chrétienne[6]. Le roi sera baptisé vers 499 avec 3 000 de ses guerriers[7]. Il est mort en 507 à Maillé (aujourd'hui Luynes) en Touraine. Ce Solen a été souvent orthographié Solenne ou Solène. Fêté le 25 septembre.
- Sainte Solène, ou sainte Soline, vierge martyre poitevine morte vers 80[8] à Chartres. Fêtée le 17 octobre.

## Popularité du nom et paronymie.
Solen est un prénom rare attribué aussi bien aux garçons qu'aux filles. Les graphies Solenn, Solène, Solenne coexistent avec Solen aussi bien au masculin qu'au féminin. Solaine et Soline semblent plutôt réservées aux filles.
La forme Solen serait privilégiée pour marquer une « appartenance » bretonne ou celtique, ou encore un attachement à une graphie masculine plus traditionnelle en français.